# Aframomum chrysanthum
Aframomum chrysanthum är en enhjärtbladig växtart som beskrevs av John Michael Lock. Aframomum chrysanthum ingår i släktet Aframomum och familjen Zingiberaceae. Inga underarter finns listade i Catalogue of Life.